# Déclassée
Déclassée è un film del 1925 diretto da Robert G. Vignola.
Tra le comparse, non accreditato, una delle prime apparizioni sullo schermo di Clark Gable.
Tratto dal lavoro teatrale Déclassée di Zoë Akins, il film venne prodotto dalla stessa protagonista, l'attrice Corinne Griffith. Lo spettacolo di Broadway aveva come protagonista Ethel Barrymore.
Nel 1929, ne venne fatto il remake sonoro, Donna senza amore con Billie Dove, film diretto da Alexander Korda.

## Trama
Helen è infelicemente sposata al brutale Sir Bruce Haden. La donna incontra il vero amore quando conosce Ned Thayer, il cognato della signora Leslie, una sua amica americana. Ma, conscia dei suoi doveri, Lady Helen scrive all'amato una lettera per chiedergli di partire. La lettera cade nelle mani della signora Leslie, che la usa per ricattare Ned, forzandolo a rendersi suo complice nel barare al gioco. Helen viene minacciata di rendere pubblica la sua relazione: il suo senso dell'onore ha la meglio e la signora Leslie viene denunciata. In seguito a ciò, Ned parte per l'Africa e sir Bruce chiede il divorzio dalla moglie, ritenendola infedele. Helen lascia il Regno Unito e parte per gli Stati Uniti. Qui, viene concupita da Rudolph Solomon, che vuole fare di lei la sua amante. Venuto a conoscenza dello scandaloso divorzio di Helen, Ned torna dall'Africa proprio quando la donna sta per cedere alle offerte di Salomon. All'ultimo momento, però, Helen si pente e preferisce gettarsi sotto una macchina: Ned riesce a salvarla e Salomon, pentito, si mette da parte e lascia in pace i due innamorati che finalmente possono coronare il loro sogno.

## Produzione
Il film fu prodotto dalla Corinne Griffith Productions con Corinne Griffith produttore esecutivo. La compagnia fu attiva dal 1920 al 1927, producendo 13 film.

## Distribuzione
Distribuito dalla First National Pictures, il film uscì in sala il 12 aprile 1925. Una copia del film è conservata al BFI, il British Film Institute, mentre un trailer del film si trova negli archivi della Library of Congress.

### Data di uscita
IMDB
- USA	22 marzo 1925	 (New York City, New York)
- USA	12 aprile 1925
- Paesi Bassi	6 novembre 1925
- Finlandia	16 novembre 1925
- Austria	1926

Alias
- De uitgestootene	Paesi Bassi (titolo informale letterale)
- Die geschiedene Frau	Austria
- The Social Exile	(indefinito)
- Uitgestooten	Paesi Bassi (titolo alternativo)
- Verstooten	Paesi Bassi (titolo alternativo)